# Delia manitobensis
Delia manitobensis är en tvåvingeart som beskrevs av Griffiths 1992. Delia manitobensis ingår i släktet Delia och familjen blomsterflugor.
Artens utbredningsområde är Manitoba. Inga underarter finns listade i Catalogue of Life.